# بلازما مجمدة خلال 24 ساعة
البلازما المجمدة خلال 24 ساعة من الفصد أو بضع الوريد (بالإنجليزية: Plasma frozen within 24 hours after phlebotomy)‏ ومختصرها FP24 أو PF‑24 هي بلازما دم الإنسان التي تستخدم في طب نقل الدم.
تختلف البلازما المجمدة خلال 24 ساعة عن البلازما المجمدة الطازجة التي تجمد خلال 8 ساعات، لكن مصطلح البلازما المجمدة الطازجة يستخدم لأي نوع من البلازما المجمدة والمعدة للنقل.
تجمد البلازما المجمدة خلال 24 ساعة وتذاب وتنقل للمريض بنفس الطريقة التي تستخدم للبلازما المجمدة الطازجة. المنتجان مختلفان من الناحية العملية، فالبلازما المجمدة خلال 24 ساعة قد تفقد بعض البروتينات الحساسة للحرارة.